# Udødelige parti (skak)
 For alternative betydninger, se Udødelige parti. (Se også artikler, som begynder med Udødelige parti)
Det udødelige parti er et parti skak der blev spillet i 1851 mellem Adolf Anderssen og Lionel Kieseritzky. Det er et af de mest berømte skakpartier gennem tiderne.
Adolf Anderssen var en af sin tids stærkeste spillere og ansås af mange for at være verdensmester, efter at han havde vundet turneringen i London i 1851. Lionel Kieseritzky boede i Frankrig meget af sit liv, hvor han dels underviste i skak og dels spillede skak for 5 francs i timen på Café de la Régence i Paris. Kieseritzky var velkendt for at kunne vinde over mindre dygtige spillere til trods for dårlige odds, dvs. ved at give dem en stor materiel fordel ved spillets start — Kieseritzky spillede f.eks. uden sin dronning på brættet (en såkaldt forgave).
Dette var et uformelt spil mellem disse to spillere og fandt sted på en restaurant Simpson's-in-the-Strand i London. Kieseritzky var meget imponeret efter spillet og telegraferede spillets træk til sin parisiske skakklub. Det franske skakmagasin La Regence udgav spillet i juli 1851. Det fik navnet det "udødelige parti" i 1855 af østrigeren Ernst Falkbeer.
Det udødelige parti er dukket op i mange usædvanlige forklædninger. Byen Marostica i Italien gennemspiller hvert år det udødelige parti med levende mennesker som brikker, første gang den 21. september 1923. Stillingen efter det 20. træk har Surinam gengivet på et frimærke, der udkom i 1984. Spillets sidste del blev brugt som inspiration for skakspillet i filmen Blade Runner i 1982, selvom skakbrikkerne ikke er stillet nøjagtig op (i virkeligheden er Sebastians og Tyrells bræt heller ikke identiske i filmen...!).
Spillet er en glimrende demonstration af skakstilen i 1800-tallet, hvor hurtig udvikling af brikkerne og angreb blev anset for den mest effektive måde at vinde på. Der blev tilbudt mange gambitter og mod-gambitter (og det blev anset for ikke at være gentlemanagtigt at afslå dem) – at klamre sig til sit materiale blev ofte set på med foragt. Disse spil – med deres hurtige angreb og modangreb – er ganske sjove at gense, selvom nogen af trækkene ikke længere anses for de bedste efter vore dages standard.
Anderssen demonstrerer forbløffende dygtighed i dette spil. Han ofrer en løber i træk 11, ofrer begge sine tårne fra træk 18 og afgør det hele med et dronningeoffer i træk 22, som medfører mat. Anderssen demonstrerede senere samme slags dygtighed til at kombinere i det eviggrønne parti.
Spillet er gengivet nedenfor i algebraisk notation. Gengivelsen sker ifølge den nu gængse regel, at Anderssen spiller hvid, og Kieseritzky følgelig sort. Det er bemærkelsesværdigt at Anderssen under spillet havde de sorte brikker, men var den første til at trække. Det var endnu ikke blevet en konvention, at den spiller, som skulle foretage første træk, førte de hvide brikker Bemærk, at nogle offentliggjorte versioner af spillet er fejlbehæftede, som beskrevet i noterne nedenfor.

## Spillets træk med tilhørende noter
1. e4 e5 2. f4
Dette er kongegambit: Anderssen ofrer sin bonde for at få hurtigere udvikling af sine brikker. Det var en almindelig åbning i 1800-tallet. Den er langt mindre almindelig i dag, fordi sort ofte er i stand til at indhente hvids forspring i udvikling, hvorefter hvid vil være bagud i materiale.
2...exf4
Kieseritzky accepterer gambitten; denne variant kaldes derfor også modtaget kongegambit.
3. Lc4 Dh4+
Kieseritzkys træk tvinger Anderssen til at flytte sin konge, så Anderssen mister muligheden for rokade, men trækket udgør også en fare for Kieseritzkys dronning, hvorfor Kieseritzky mister kostbar tid på at beskytte den.
John Savards kommentar hævder, at trækkene i virkeligheden blev udført således: 3.... b5 4. Lxb5 Dh4+ 5. Kf1 hvorefter det fortsatte som i partiet. Det er kun en ombytning af træk, der giver samme stilling som i partiet. Der er imidlertid ingen andre værker, som har denne rækkefølge, så Savard har sandsynligvis taget fejl.
|   | a  | b  | c  | d  | e  | f  | g  | h  |   |
| 8 | a8 | b8 | c8 | d8 | e8 | f8 | g8 | h8 | 8 |
| 7 | a7 | b7 | c7 | d7 | e7 | f7 | g7 | h7 | 7 |
| 6 | a6 | b6 | c6 | d6 | e6 | f6 | g6 | h6 | 6 |
| 5 | a5 | b5 | c5 | d5 | e5 | f5 | g5 | h5 | 5 |
| 4 | a4 | b4 | c4 | d4 | e4 | f4 | g4 | h4 | 4 |
| 3 | a3 | b3 | c3 | d3 | e3 | f3 | g3 | h3 | 3 |
| 2 | a2 | b2 | c2 | d2 | e2 | f2 | g2 | h2 | 2 |
| 1 | a1 | b1 | c1 | d1 | e1 | f1 | g1 | h1 | 1 |
|   | a  | b  | c  | d  | e  | f  | g  | h  |   |

4. Kf1 b5?
Dette er Bryans gambit, opkaldt efter Thomas Jefferson Bryan. Det anses ikke for et sundt træk blandt spillere i vore dage.
5. Lxb5 Sf6 6. Sf3
Hvid foretager et sædvanligt udviklingstræk; men springeren truer nu sorts dronning og tvinger dermed sort til at beskytte den i stedet for at udvikle sine andre brikker.
6...Dh6 7. d3
Med dette træk har hvid nu opnået solid kontrol med det kritiske centrum af brættet. Den tyske stormester Robert Hübner anbefaler dog at trække 7. Sc3 i stedet.
7...Sh5
Trækket truer med Sg3+, og det forsvarer bonden på f4, men det placerer også springeren dårligt, fordi en springer er svagest på randen af brættet.
8. Sh4 Dg5
John Savard hævder at trækket var 8.... c6, men det er en fejl i hans dokumentation.
9. Sf5 c6
Trækket redder på én gang dronningebonden og angriber løberen, men adskillige har alligevel foreslået 9.... g6 for i stedet at tage den meget generende springer på kornet.
10. g4 Sf6 11. Tg1!
Dette er et klogt offer af en officer. Hvis sort accepterer, fjernes hans dronning fra det aktive spil, hvor der er brug for den, hvilket giver hvid det ønskede forspring i udvikling.
|   | a  | b  | c  | d  | e  | f  | g  | h  |   |
| 8 | a8 | b8 | c8 | d8 | e8 | f8 | g8 | h8 | 8 |
| 7 | a7 | b7 | c7 | d7 | e7 | f7 | g7 | h7 | 7 |
| 6 | a6 | b6 | c6 | d6 | e6 | f6 | g6 | h6 | 6 |
| 5 | a5 | b5 | c5 | d5 | e5 | f5 | g5 | h5 | 5 |
| 4 | a4 | b4 | c4 | d4 | e4 | f4 | g4 | h4 | 4 |
| 3 | a3 | b3 | c3 | d3 | e3 | f3 | g3 | h3 | 3 |
| 2 | a2 | b2 | c2 | d2 | e2 | f2 | g2 | h2 | 2 |
| 1 | a1 | b1 | c1 | d1 | e1 | f1 | g1 | h1 | 1 |
|   | a  | b  | c  | d  | e  | f  | g  | h  |   |

11.... cxb5?
Hübner anser dette for en kritisk fejl. Trækket vinder materiale, men taber i udvikling på et tidspunkt, hvor hvids forspring allerede er så stort, at der hurtigt kan iværksættes en offensiv. Hübner anbefaler i stedet trækket 11. ...h5.
12. h4!
Igen et klogt træk. Hvids springer på f5 dækker den bonde, som angriber sorts dronning.
12...Dg6 13. h5 Dg5 14. Df3
Anderssen har nu to trusler:
- Lxf4, som vil koste sort dronningen, som ikke har noget sikkert sted at gå hen, og
- e5, som angriber sorts springer på f6 samtidig med at hvids dronning truer det udækkede sorte tårn på a8.

14...Sg8
Dette træk afværger truslerne, men sort kommer yderligere bagud i udvikling — nu er dronningen den eneste sorte brik, som ikke står på sit startfelt. Og den bliver snart sendt på flugt, mens hvid har kontrol over næsten hele brættet.
15. Lxf4 Df6 16. Sc3 Lc5
Dette er et sædvanligt udviklingstræk fra sort, der angriber tårnet på g1.
17. Sd5
Anderssen besvarer angrebet med et modangreb. Hans springer truer nu med at trække Sc7, hvilket ville betyde en gaffel, dvs. en dobbelttrussel på kongen og tårnet. Skakmesteren Richard Réti anbefaler her 17. d4 ... 18. Sd5, men hvid beholder en fordel.
|   | a  | b  | c  | d  | e  | f  | g  | h  |   |
| 8 | a8 | b8 | c8 | d8 | e8 | f8 | g8 | h8 | 8 |
| 7 | a7 | b7 | c7 | d7 | e7 | f7 | g7 | h7 | 7 |
| 6 | a6 | b6 | c6 | d6 | e6 | f6 | g6 | h6 | 6 |
| 5 | a5 | b5 | c5 | d5 | e5 | f5 | g5 | h5 | 5 |
| 4 | a4 | b4 | c4 | d4 | e4 | f4 | g4 | h4 | 4 |
| 3 | a3 | b3 | c3 | d3 | e3 | f3 | g3 | h3 | 3 |
| 2 | a2 | b2 | c2 | d2 | e2 | f2 | g2 | h2 | 2 |
| 1 | a1 | b1 | c1 | d1 | e1 | f1 | g1 | h1 | 1 |
|   | a  | b  | c  | d  | e  | f  | g  | h  |   |

17...Dxb2
Sort vinder en bonde og truer med at vinde tårnet på a1 med skak.
18. Ld6!!
Et forbavsende og klogt offer — hvid tilbyder sort begge sine tårne! Der er imidlertid delte meninger om dette træk. Hübners kommentar er, at der fra denne stilling er mange veje til gevinst, og han mener, at der er mindst 3 bedre træk for hvid end Ld6: d4, Le3, eller Te1, som alle fører til stærke stillinger eller til mat uden at der er behov for at ofre så meget materiale. Garry Kasparov har imidlertid peget på, at skakverdenen ville have mistet en af sine "kronjuveler", hvis spillet var fortsat på en så lidt opsigtsvækkende måde. Dette særlige træk er meget slående, fordi hvid er villig til at miste så meget materiale.
18... Lxg1?
Dette er en alvorlig fejl, som betyder tab af partiet, som de næste træk viser. Wilhelm Steinitz foreslog i 1879, at 18... Dxa1+ ville være bedre; sandsynligvis ville der så følge træk som 19. Ke2 Db2 20. Kd2 Lxg1.
Bemærk at The Mammoth Book of the World's Greatest Chess Games har en fejl på dette sted: Fra sorts træk 18 til sorts træk 20 er der vist andre træk. Mammoth anfører trækkene som : 18... Dxa1+ 19. Ke2 Lxg1 20. e5 Sa6 21. Sxg7+ Kd8 22. Df6+!! Sxf6 Le7# 1-0, men synes at være helt alene om denne påstand; andre kilder som f.eks. Eades bog og Chesslive Online Database har de træk, der er vist her. Mammoth forklarer heller ikke, hvorfor man har andre træk end øvrige værker. Det må anses for sandsynligt, at Mammoth tager fejl på dette punkt. Bemærk at der er tale om en trækombytning – stillingen bliver den samme igen efter træk 20.
19. e5!
Her ofres endnu et hvidt tårn. Hvad der er vigtigere er, at trækket forhindrer sorts dronning i at dække sorts bonde på g7 — i realiteten vil den sorte dronning slet ikke være i stand til på nogen let måde at komme tilbage og deltage i forsvaret af sorts konge. Den er truet med et særdeles farligt angreb: 20. Sxg7+ Kd8 21. Lc7#.
19...Dxa1+ 20. Ke2
Her er sorts angreb løbet ud i sandet. Sort har en dronning og en løber på bageste række, men kan ikke etablere et umiddelbart angreb på hvid. Derimod kan hvid storme frem. Ifølge Bill Wall opgav Kieseritzky på dette sted. Hübner bemærker at en artikel af Friedrich Amelung i avisen Baltische Schachblaetter i 1893 rapporterede, at Kiesertizky sandsynligvis spillede 20... Sa6, men at Anderssen så afslørede de træk, som fører til mat. I hvert fald er der mistanke om, at de sidste få træk ikke blev spillet på brættet i det originale parti.
20...Sa6
Formålet med dette træk var nok at imødegå 21. Sc7, som ville være en springergaffel på den sorte konge og tårn, og det forhindrer løberen i at indtage feltet c7 i forbindelse med et matangreb, men hvid har et andet farligt angreb til rådighed, som han sætter ind i stedet for.
|   | a  | b  | c  | d  | e  | f  | g  | h  |   |
| 8 | a8 | b8 | c8 | d8 | e8 | f8 | g8 | h8 | 8 |
| 7 | a7 | b7 | c7 | d7 | e7 | f7 | g7 | h7 | 7 |
| 6 | a6 | b6 | c6 | d6 | e6 | f6 | g6 | h6 | 6 |
| 5 | a5 | b5 | c5 | d5 | e5 | f5 | g5 | h5 | 5 |
| 4 | a4 | b4 | c4 | d4 | e4 | f4 | g4 | h4 | 4 |
| 3 | a3 | b3 | c3 | d3 | e3 | f3 | g3 | h3 | 3 |
| 2 | a2 | b2 | c2 | d2 | e2 | f2 | g2 | h2 | 2 |
| 1 | a1 | b1 | c1 | d1 | e1 | f1 | g1 | h1 | 1 |
|   | a  | b  | c  | d  | e  | f  | g  | h  |   |

21. Sxg7+ Kd8 22. Df6+
Dette er et dronningeoffer oven i de tidligere ofre af en løber og begge tårne, og sort kan ikke undlade at tage imod offeret.
22...Sxf6 23. Le7# 1-0
Ved partiets slutning er sort langt forud i materiale: En dronning og to tårne forud, samt fordelen ved at have et løberpar og med kun en bonde mindre end hvid. Men materialet har ingen betydning. Hvid har været i stand til at bruge sine tilbageværende styrker (kun 2 springere og en løber!) til i samarbejde at fremtvinge mat.

## Kommentarer
Savielly Tartakower sagde "Et smukt parti."
Den danske internationale mester Jens Enevoldsen indtog en kritisk holdning til partiet, som han mente var et useriøst parti af typen "går den, så går den – og hvis den ikke går, så er det også lige meget, for vi spiller ikke om noget". Han synes nok, at ofrene er flotte, men hæfter sig ved det alt for risikable spil fra sorts side og at partiet i virkeligheden ikke yder Anderssen retfærdighed som den vidunderlige spiller, han også var, når det gjaldt.